# Коэн, Бернард
Иером Бернард Коэн (англ. I. (Ierome) Bernard Cohen; 1 марта 1914, Нью-Йорк — 20 июня 2003, Уолтем, Массачусетс) — американский историк науки, автор многих книг по истории науки и в особенности по И. Ньютону. Именной профессор Гарвардского университета (эмерит).

## Биография
C 1933 года учился математике в Гарвардском университете, который окончил в 1937 году как бакалавр. Стал первым американцем, получившим докторскую степень (PhD) по истории науки — в 1947 году в Гарвардском университете (научный руководитель Джордж Сартон). С 1942 года и до конца жизни преподавал в Гарвардском университете, с 1977 года именной профессор истории науки, эмерит-професор с 1984 года. При его поддержке в 1966 году в Гарвардском университете был основан департамент истории науки. Б. Коэн также занимался в Университетском колледже Лондона, Кембриджском университете, Королевском университете в Белфасте, Брандейском университете, Тель-Авивском университете.
В 1952—1958 годах — редактор журнала Isis, основанного Дж. Сартоном, его преемник в этой должности. В 1961—1962 годах — президент Общества истории науки. Также был председателем Национального комитета США по истории и философии науки и президентом Международного союза истории и философии науки. Член Американского философского общества (1995). Член-корреспондент Британской академии наук (1981).
Был последним, кто взял интервью у Альберта Эйнштейна в 1955 году, незадолго до смерти того. Среди его учеников — Наср, Сейид Хоссейн и en:Allen G. Debus.
Был дважды женат, его первая супруга скончалась в 1982 году. Дочь.
Лауреат en:Pfizer Award (1986). Почётный доктор Университета Джорджа Вашингтона (1997).
Своей самой важной работой считал участие в подготовке перевода на английский язык — впервые с 1729 года — труда Исаака Ньютона «Математические начала натуральной философии», над которым совместно с Энн Уитмен он работал 15 лет.
В поисках учёных, объявивших свои исследования революционными, он годами вёл летописи открытий и в итоге выявил шестнадцать имен. Среди них были современник Бенджамина Франклина шотландец Роберт Саммер, чьи идеи об электричестве звучали довольно радикально, но оказались неверны; Жан Поль Марат, известный ныне лишь тем, что сыграл зловещую роль в истории Великой французской революции; Юстус Либих, Уильям Гамильтон, Чарльз Дарвин, Рудольф Вирхов, Георг Кантор, Альберт Эйнштейн, Герман Минковский, Макс фон Лауэ, Альфред Вегенер (автор теории дрейфа материков), Комптон, Эрнест Эверетт Джаст, Джеймс Уотсон (один из первооткрывателей структуры ДНК) и Бенуа Мандельброт.
Книги
- Benjamin Franklin: His Contribution to the American Tradition (1953)
- Franklin and Newton: An Inquiry into Speculative Newtonian Experimental Science and Franklin’s Work in Electricity (1956)
- The Birth of a New Physics (1959; rpt., 1985)
- The Newtonian Revolution (1980)
- Revolution in Science (1985)
- Science and the Founding Fathers (1995)
- Howard Aiken: Portrait of a Computer Pioneer (1999)
- The Triumph of Numbers (2005)